# 里奧伊瓦涅斯 (智利)
46°18′S 71°56′W / 46.300°S 71.933°W

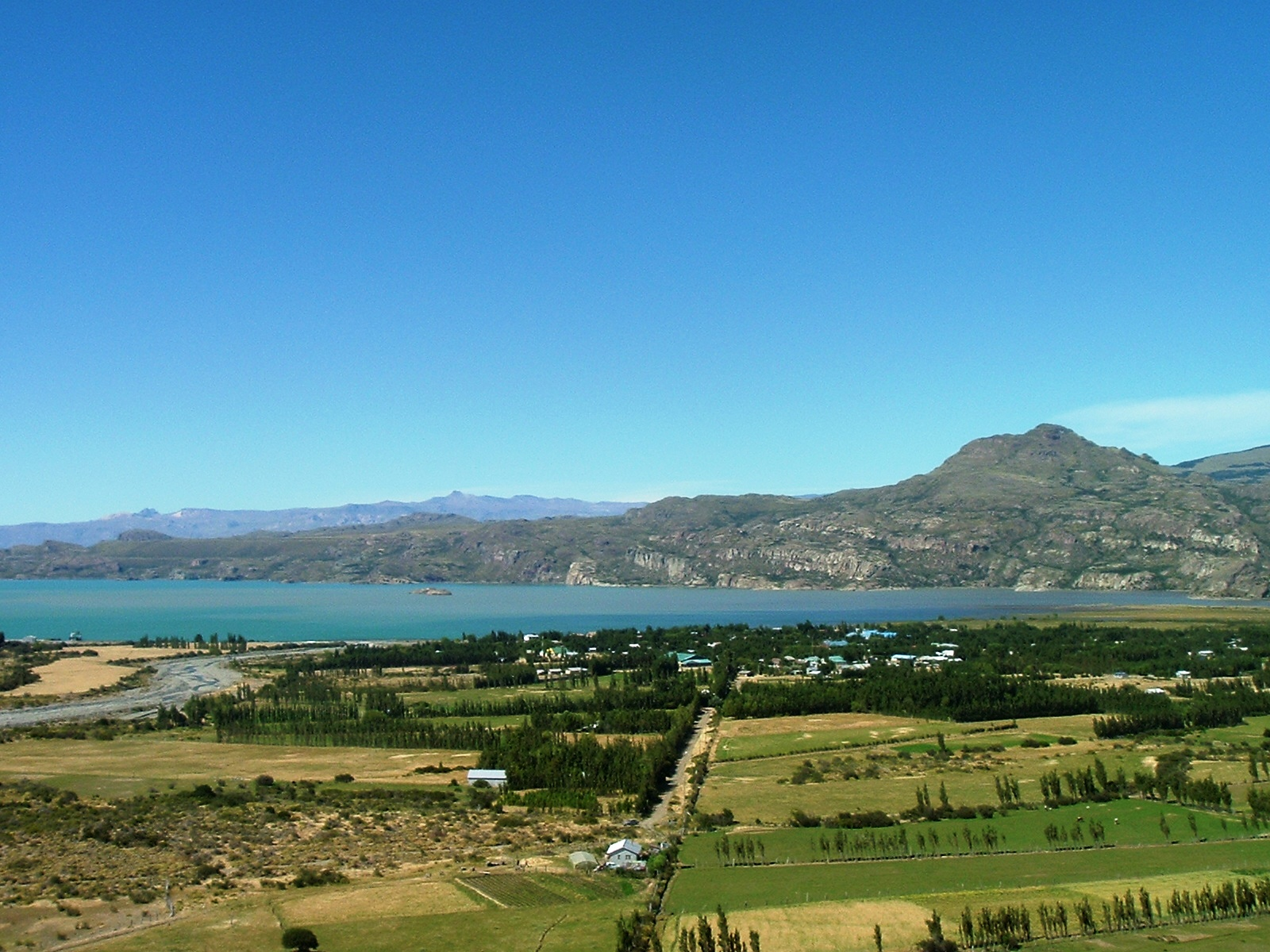

里奧伊瓦涅斯（西班牙語：Río Ibáñez），是智利的城鎮，位於該國中南部伊瓦涅斯將軍艾森大區的卡雷拉將軍省，始建於1921年，面積5,997.2平方公里，海拔高度218米，2012年人口2,208人，人口密度每平方公里0.37人。